# NewsVideo
NewsVideo（ニュースビデオ）は、朝日新聞社、産経デジタル、毎日新聞社によるニュース動画一元視聴サービス、ウェブサイト。

## 概要
2021年1月26日に開設した、朝日新聞、産経新聞、毎日新聞の3社が各々独自に取材・編集したニュース動画をひとつのサイトで視聴できるウェブサイト。専用アプリのインストールは不要でPC、スマートフォン、タブレットなどのブラウザから視聴可能。同じ事件や事故報道でも、各社の切り口が異なるためその違いを見比べることができる。毎日30〜40本の新着ニュース動画を更新予定。
政治や社会、経済などのカテゴリーにとらわれず、音楽やスポーツなどエンターテインメント報道もカバーする。新聞社というと文章、写真のコンテンツが中心だが、動画コンテンツも充実していることのアピールも狙いだという。
しかしながら、2023年12月19日をもってサービス終了となった。